# Kelsey O'Brien
Pour les articles homonymes, voir Kelsey et O'Brien.
Kelsey O'Brien est une actrice, productrice, réalisatrice, scénariste et monteuse américaine.

## Filmographie

### Comme actrice
- 2004 : Ice Cream : Kate
- 2005-2006 : Uncle Morty's Dub Shack (série télévisée) : Little Bo Peep / Tammy / Katie Couric / ...
- 2006 : Poultrygeist: Night of the Chicken Dead : Humus déshabillée
- 2008 : It's Me, Matthew! (court métrage) : le régisseur
- 2011 : I Love You (court métrage)
- 2012 : Placebo : principal Foster
- 2012 : Is This Thing On? (série télévisée)
- 2012 : The Dictator : la prostituée
- 2013 : A Good Friend (court métrage) : Maeve
- 2013 : Uncomfortable Silence (court métrage) : Montage
- 2014 : Untitled Zombie Project (court métrage) : Celia
- 2015 : Enchantments : Emmie
- 2015 : The Networker : l'escort
- 2015 : Sisters : l'invitée à la soirée
- 2015 : Sam : la femme du village
- 2016 : It's All About Me (court métrage) : Water Lily
- 2016 : The Medea : One
- 2016 : Minor Motion Picture : Michelle
- 2016 : American Fango : la Diva
- 2016 : All Mobbed Up : Chelsea

### Comme productrice
- 2011 : I Love You (court métrage) (associate producer)
- 2012 : Is This Thing On? (série télévisée) (co-producer)
- 2012 : Charred (court métrage) (associate producer)
- 2013 : A Good Friend (court métrage) (producer)
- 2015 : Enchantments (producer)
- 2016 : We Remember (court métrage) (associate producer)
- 2016 : It's All About Me (court métrage) (producer)

### Comme réalisatrice
- 2013 : A Good Friend (court métrage)
- 2015 : Enchantments
- 2016 : It's All About Me (court métrage)

### Comme scénariste
- 2013 : A Good Friend (court métrage)
- 2015 : Enchantments
- 2016 : It's All About Me (court métrage)

### Comme monteuse
- 2013 : A Good Friend (court métrage)
- 2015 : Enchantments
- 2016 : It's All About Me (court métrage)